# Нджеру
Нджеру (англ. Njeru) — місто на південному сході Уганда, на території Центральної області. Входить до складу округи Буїкве.

## Географія
Місто знаходиться в південно-східній частині області, на захід від річки Білий Ніл, на відстані приблизно 55 кілометрів на південний захід від столиці країни Кампали. Абсолютна висота — 1278 метрів над рівнем моря.

## Транспорт
Найближчий аеропорт розташований у місті Джинджа.